# The Bad Guys: Reign of Chaos
Pour plus de détails, voir Fiche technique et Distribution.
The Bad Guys: Reign of Chaos (hangeul : 나쁜 녀석들: 더 무비 ; RR : Na-ppeun Nyeo-seok-deul: Deo Mu-bi ; litt. « Les mauvais garçons : le film ») est un film d'action sud-coréen écrit et réalisé par Son Young-ho, sorti en 2019. Il s’agit de l'adaptation de la série Bad Guys (나쁜 녀석들), diffusée sur OCN.

## Synopsis
Un transport de prisonniers se renverse et les dangereux détenus à l’intérieur s'échappent. Le chef de gang coréen No Sang-sik (Jo Yeong-jin), qui travaille pour les yakuzas, est l'un d'entre eux. Pour les rattraper, la police décide de constituer une équipe spéciale composée de prisonniers.

## Fiche technique
Sauf indication contraire ou complémentaire, les informations mentionnées dans cette section peuvent être confirmées par la base de données KMDb
- Titre original : 나쁜 녀석들: 더 무비
- Titre international : The Bad Guys: Reign of Chaos
- Réalisation et scénario : Son Young-ho
- Décors : Choe Yoo-ri et Ji Hyeon-seo
- Costumes : Nam Ji-soo
- Photographie : Lee Jae-hyeok
- Son : Gong Tae-won
- Montage : Shin Min-kyeong
- Musique : Mok Young-jin
- Production : Kim Su-jin et Yoon In-beom
- Société de production : CJ Entertainment et Bidangil Pictures
- Société de distribution : CJ Entertainment
- Pays d’origine :  Corée du Sud
- Langue originale : coréen
- Format : couleur
- Genre : action
- Durée : 114 minutes
- Date de sortie :
  - Corée du Sud : 11 septembre 2019

## Distribution
- Ma Dong-seok : Park Woong-cheol
- Kim Sang-jung : Oh Gu-tak
- Kim Ah-joong : Kwak No-soon
- Jang Ki-yong : Ko Yoo-sung
- Park Sang-wook (en) : Kim Chang-sik
- Kang Min-tae : un voyou dans l'entrepôt
- Kang Ye-won : Yoo Mi-yeong (caméo)
- Kong Jeong-hwan : Nam Myeong-seok
- Jo Dong-hyuk : Jeong Tae-soo (apparition exceptionnelle)

## Production
Le tournage commence le 10 septembre 2018 et s’achève le 11 janvier 2019.

## Accueil
Le film totalise plus de trois millions d'entrées au box-office sud-coréen de 2019.